# Франсуа Луї Кає
Франсуа Луї Кає (фр. François-Louis Cailler; 11 червня 1796 — 6 квітня 1852) — швейцарський підприємець і винахідник, засновник торгової марки Cailler, першої і найстарішої з марок швейцарського шоколаду, що існують донині.
Народився 11 червня 1796 року у Веве, в кантоні Во. Після навчання в місцевого бакалійника переїхав до Турина, де навчився мистецтву виготовлення шоколаду в шоколадній компанії Caffarel.
Після повернення до Швейцарії в 1818 році заснував разом із місцевим партнером власну компанію, а наступного року збудував у Корсьє, поруч з Веве, першу у світі механізовану шоколадну фабрику. Саме на ній Кає в 1819 році виготовив першу в історії пресовану шоколадну плитку.
З 1820 року Кає взяв в оренду додаткові виробничі площі, щоб виробляти шоколад у більших масштабах, проте в 1826 році збанкрутував. Лише згодом робота компанії і фабрик була відновлена.
Помер Кає у Корсьє 6 квітня 1852 року. Його справу успадкувала дружина Луїза-Альбертіна та сини Огюст та Олександр.